# Cantonul Le Robert-1
Cantonul Le Robert-1 este un canton din arondismentul La Trinité, Martinica, Franța.

## Comune
| Comune    | Populație (1999) | Cod poștal | Cod INSEE |
| --------- | ---------------- | ---------- | --------- |
| Le Robert | 9.330 (*)        | 97231      | 97222     |